# 陈爱美
陈爱美（1953年—），现任陕西电视台播音指导、节目主持人，陕西省第九届政协委员，中国电视艺术家协会主持人委员会副会长等职。

## 生平
祖籍山东，出生在陕西阎良；北京广播学院新闻编采专业毕业，大专学历。她1979年进入陕西电视台，是该电视台的第一位出镜女播音员。
陈爱美自1979年就一直在陕西电视台工作，曾多次获得省级、国家级荣誉；也是第一个在全国获得新闻播音一等奖的陕西电视台“当家花旦”。2004年12月，陈爱美第一个打破了全国地方电视台连续在一线工作的新闻播音员的最高年龄记录，并荣获国家广播电影电视总局授予的“播音指导”光荣称号。
2021年5月29日，被推選為陕西省传统文化发展促进会會長。